# 努尔丁·阿姆拉巴特
努尔丁·阿姆拉巴特（阿拉伯語：نور الدين أمرابط；1987年3月31日—），摩洛哥足球運動員，司職邊鋒及前鋒，現時效力於希臘足球超級聯賽球會AEK雅典。他曾效力荷蘭不同級別青年隊，但他在2009年10月1日決定，將代表摩洛哥國家隊。

## 生涯
阿姆拉巴特在業餘球隊HSV De Zuidvogels開始他的職業生涯。在他年輕的時候已被阿積士青年隊偵察。但在阿積士青年隊經過3個賽季比賽，他遇到越來越多的傷患問題。然後，他轉會到SV Huizen。經過成功的球季後，轉到阿梅爾城足球會。
由於他富有創意力的表現，獲得芬洛隊垂青。 同時他也入選了國家青年隊。
在芬洛經過幾次不錯的比賽，他同時成為飛燕諾，阿積士，燕豪芬，烏德勒支，海倫芬和標準列治的收購對象。2008年3月1日，阿姆拉巴特決定加入燕豪芬。 3月3日他與球隊簽署了一項為期4年合同，他穿起11號球衣。

## 數據
| 球季      | 球會      | 國家 | 性質             | 比賽 | 入球 |
| --------- | --------- | ---- | ---------------- | ---- | ---- |
| 2006/2007 | 奧尼禾爾  | 荷蘭 | 荷蘭乙組足球聯賽 | 36   | 14   |
| 2007/2008 | 芬洛      | 荷蘭 | 荷蘭甲組足球聯賽 | 33   | 10   |
| 2008/2009 | PSV燕豪芬 | 荷蘭 | 荷蘭甲組足球聯賽 | 25   | 5    |
| 2009/2010 | PSV燕豪芬 | 荷蘭 | 荷蘭甲組足球聯賽 | 2    | 1    |
| 總計:     |           |      |                  | 96   | 30   |

## 連結
- Profile（页面存档备份，存于）